# Medieval: Total War
Medieval: Total War — стратегічна відеогра розроблена The Creative Assembly та видана Activision 20 серпня 2002 року у Північній Америці та 30 серпня у Європі. Друга гра з серії Total War після Shogun: Total War, в якій гравець створює імперію у середньовічній Європі, Північній Африці та на Близькому Сході. Як і в попередній частині, Medieval — поєднання покрокової глобальної стратегії з тактичними боями в реальному часі. У 2003 році вийшло доповнення Viking Invasion, яке містить кампанію за скандинавські народи.